# الحدود الأفغانية التركمانية

يبلغ طول الحدود الأفغانية التركمانية 804 كيلومترات وتمتد من نقطة حدود ثلاثية مع إيران إلى نقطة حدود ثلاثية مع أوزبكستان.

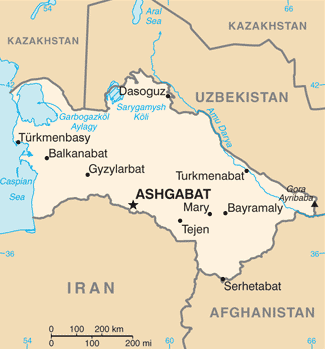
خريطة تركمانستان مع أفغانستان في الجنوب الشرقي

## وصف الحدود
تبدأ الحدود من نقطة حدود ثلاثية بين أفغانستان وتركمانستان مع إيران على نهر هري . ثم تتجه بشكل مستقيم جنوب شرق في لحوالي 90 كم ، حتى الوصول إلى نهر كوشك بالقرب من بلدة تورغوندي الأفغانية ، ثم تتجه جنوبًا لطول 15 كم. ثم تتجه شمال غرب لطول 150 كم حتى الوصول إلى نهر المرغاب ، الذي يسير مع الحدودلطول 30 كم - تقريبا . ثم تتجه الحدود شمالًا لمسافة 370 كم ، حتى الوصول إلى نهر جيحون شمال مدينة خمياب الأفغانية. ثم حدود خط القعر من هذا النهر حتى النقطة الثلاثية مع أوزبكستان. بشكل عام الحدود ذات كثافة سكانية منخفضة تتكون في الغالب من الصحراء وبعض التلال ، باستثناء الجزء الشرقي حيث يوازي نهر جيحون طريق وخط سكة حديد على الحد التركماني.

## مستوطنات بالقرب من الحدود

### أفغانستان
- موريجاق

### تركمانستان
- سرحد آباد
- امام‌ نظر

## أنظر أيضا
- العلاقات بين أفغانستان وتركمانستان